# Paradox Development Studio
Paradox Development Studio là một nhà phát triển video game Thụy Điển được thành lập vào năm 1995. Studio được kết hợp chặt chẽ với công ty mẹ và nhà phát hành video game Paradox Interactive. Hãng được biết đến chủ yếu là do những loạt game đại chiến lược Europa Universalis, Hearts of Iron, Crusader Kings và Victoria.

## Lịch sử
Paradox Development Studio thành lập dựa trên di sản của công ty board game Thụy Điển Target Games và đã trở thành một nhà phát triển trò chơi trên PC chuyên về mảng đại chiến lược kể từ năm 1995. Từ khi bắt đầu, Target Games đã thiết kế các board game và tạo ra trò chơi máy tính có tên là Svea Rike dựa theo một board game. Công ty tiếp tục tạo ra các tựa game PC và vào năm 1999 thì công ty chia thành hai thực thể riêng biệt: Paradox Interactive chỉ tập trung việc phát triển các tựa game đại chiến lược cho PC, trong khi Paradox Entertainment tập trung vào việc tạo ra các board game và game nhập vai.
Paradox Interactive đã bắt đầu tự phát hành các game chiến lược của riêng mình và nhanh chóng mở rộng danh mục đầu tư của họ bằng cách đảm nhận việc phát hành các tựa game PC từ các hãng phát triển khác. Vào tháng Giêng năm 2012, công ty lại bị chia một lần nữa thành hai công ty là Paradox Interactive đã trở thành nhà phát hành game tập trung vào trò chơi máy tính thuộc các thể loại và Paradox Development Studio đã trở thành studio phát triển game tập trung vào các game đại chiến lược. Hãng Paradox Development Studio có trụ sở tại Stockholm là nhà phát triển đứng đằng sau các thương hiệu như Europa Universalis, Crusader Kings, Hearts of Iron và Victoria.
Paradox Development Studio là một trong những nhà phát triển trò chơi điện tử đầu tiên tạo ra thể loại "Đại Chiến lược" và hầu hết các tựa game mà studio đã phát triển đều rơi vào thể loại đó. Những game đại chiến lược là các trò chơi chiến lược lấy bối cảnh lịch sử mà thường bao trùm toàn bộ bản đồ thế giới và bao gồm các yếu tố như kinh tế, ngoại giao và chiến tranh. Các game do Paradox Development Studio phát triển đều có khả năng tùy biến cao và phần chơi mạng hỗ trợ lên đến 32 người chơi. Paradox Development Studio hiện nay bao gồm 32 người làm việc trên bốn dự án song song. Giám đốc studio Johan Andersson đã dẫn đầu nhóm phát triển trò chơi kể từ thời Target Games. Một số thành viên của studio đã có sẵn kinh nghiệm từ cộng đồng thử nghiệm phiên bản beta và thực hiện mod; bao gồm các thành viên như trưởng nhóm dự án Henrik Fåhraeus, lãnh đạo dự án Thomas Johansson và nhà thiết kế game Chris King.
Trò chơi thứ hai mới nhất của studio được phát hành Crusader Kings II là một trong những trò chơi được xếp hạng cao nhất năm 2012 theo Metacritic. Studio phát triển gần đây đã phát hành Europa Universalis IV được coi là phần tiếp theo trong loạt game xây dựng đế chế của mình. Đến năm 2016 Paradox Interactive Studio cho ra mắt tựa game Stellaris đạt được doanh thu cao nhất trong tất cả các tựa game đã sản xuất.

## Clausewitz Engine
Năm 2007, Paradox Development Studio lần đầu tiên cho ra mắt một game engine độc quyền gọi là Clausewitz, trong Europa Universalis III và đã được sử dụng trong tất cả các tựa game được phát triển bởi Paradox Development Studio kể từ đó. Engine cung cấp một khung cảnh 3D của một phần hoặc toàn bộ bản đồ thế giới, tùy thuộc vào lối chơi. Sengoku là game đầu tiên sử dụng Clausewitz 2.5 engine.
Ngoài ra Clausewitz Engine còn là một Game engine với mã nguồn mở, cho phép mọi người có quyền truy cập và thay đổi dữ liệu, cấu trúc game (Mod (trò chơi)) chỉ với Notepad.

## Danh sách trò chơi
Danh sách trò chơi được phát triển bởi Paradox Development Studio.
| Tên                               | Năm Phát Hành |
| --------------------------------- | ------------- |
| Europa Universalis                | 2000          |
| Europa Universalis II             | 2001          |
| Hearts of Iron                    | 2002          |
| Victoria: An Empire Under the Sun | 2003          |
| Crusader Kings                    | 2004          |
| Hearts of Iron II                 | 2005          |
| Europa Universalis III            | 2007          |
| Europa Universalis: Rome          | 2008          |
| Hearts of Iron III                | 2009          |
| Victoria II                       | 2010          |
| Sengoku (trò chơi điện tử 2011)   | 2011          |
| Crusader Kings II                 | 2012          |
| March of the Eagles               | 2013          |
| Europa Universalis IV             | 2013          |
| Stellaris                         | 2016          |
| Hearts of Iron IV                 | 2016          |
| Imperator: Rome                   | 2019          |
| Crusader Kings III                | 2020          |
| Victoria III                      | 2022          |